# دویچ واگرام
دویچ واگرام (به آلمانی: Deutsch-Wagram) یک شهر در اتریش است که در ناحیه گنزرندورف واقع شده‌است. دویچ واگرام ۶٬۸۰۸ نفر جمعیت دارد.